# King of the Delta Blues Singers, Vol. II
King of the Delta Blues Singers, Volume II ist ein Kompilationsalbum von Robert Johnson, welches unter der Produktion von Frank Driggs 1970 bei Columbia Records erschien. Es handelt sich um eine Art Fortsetzung von King of the Delta Blues Singers und enthält wie der Vorgänger Material, welches Johnson im November 1936 und im Juni 1937 bei Vocalion Records aufgenommen hat. Beide Teile gehören zu den wichtigsten Alben der Blues- und allgemeinen Musikgeschichte und tauchen regelmäßig in Best-Of-Listen renommierter Musikzeitschriften auf. Das Rolling Stone listete King of the Delta Blues Singers auf Rang 27 der 500 größten Alben aller Zeiten. Der zweite Teil belegte den 424. Platz. In der aktuellen Fassung dieser Liste wurden beide Alben aus der Liste genommen und durch The Complete Recordings ersetzt, eine Kompilation die das gesamte Johnson-Material enthält. Diese Kompilation belegt Rang 22.

## Hintergründe
Die meisten Songs waren schon in den späten 1930er-Jahren kurz vor und nach Johnsons frühen Tod im Alter von nur 27 Jahren veröffentlicht worden und verkauften sich relativ gut, doch durch seinen jungen Tod geriet er schnell in Vergessenheit und war mit der Zeit nur noch Sammlern bekannt und/oder jenen, die die Originalveröffentlichungen des Materials miterlebt hatten.
1961 brachte Columbia Records dann unter Driggs Produktion King of the Delta Blues Singers heraus, welches Johnsons Ruf als einer der wichtigsten Blues-Musiker aller Zeiten begründete. Sein Talent als Gitarrist und Songwriter wurde wiederentdeckt.

## Titelliste
Alle Songs wurden von Robert Johnson geschrieben.
1. Kind Hearted Woman Blues;– 2:28
2. I Believe I'll Dust my Broom – 2:57
3. Sweet Home Chicago – 2:57
4. Ramblin’ on My Mind – 2:50
5. Phonograph Blues – 2:38
6. They're Red Hot – 2:56
7. Dead Shrimp Blues – 2:29
8. Preachin' Blues - 2:49
9. I'm a Steady Rollin' Man – 2:35
10. From Four 'Til Late – 2:22
11. Little Queen of Spades – 2:16
12. Malted Milk – 2:20
13. Drunken Hearted Man – 2:26
14. Stop Breakin' Down Blues – 2:21
15. Honeymoon Blues – 2:16
16. Love in Vain – 2:20